# Ryan Powell
Ryan Powell (* 23. Februar 1978 in New York City, New York) ist ein US-amerikanischer Lacrosse-Spieler.
Er spielt im Angriff und war ein All-American-Spieler  auf der Syracuse University.
Er spielt seit 2001 in der Major League Lacrosse (MLL). Von 2001 bis 2005 spielte er für die Rochester Rattlers, bis er 2006 zu den San Francisco Dragons wechselte, bei denen er bis heute spielt. Powell spielt außerdem noch Hallen-Lacrosse (indoor-lacrosse) in der National Lacrosse League (NLL) bei den Portland Lumberjax.
Seine beiden Brüder Casey und Mikey sind ebenso Lacrosse-Spieler in den USA.

## Spielerstatistik

### NLL
| Saison    | Mannschaft      | Tore | Assists | Punkte |
| --------- | --------------- | ---- | ------- | ------ |
| 2001      | Buffalo Bandits | 17   | 18      | 35     |
| 2002      | Buffalo Bandits | 13   | 13      | 26     |
| 2004      | Buffalo Bandits | 0    | 1       | 1      |
| 2005      | Anaheim Storm   | 15   | 31      | 46     |
| Insgesamt |                 | 45   | 63      | 108    |

## Auszeichnungen
- Major League Lacrosse MVP 2001
- Major League Lacrosse MVP 2006
- Lt. Raymond Enners Award – Spieler des Jahres 2000 in der Division I (NCAA Lacrosse)
- Jack Turnbull Award – Angreifer des Jahres 2000 in der Division I (NCAA Lacrosse)

| Personendaten    | Personendaten                      |
| ---------------- | ---------------------------------- |
| NAME             | Powell, Ryan                       |
| KURZBESCHREIBUNG | US-amerikanischer Lacrosse-Spieler |
| GEBURTSDATUM     | 23. Februar 1978                   |
| GEBURTSORT       | New York City                      |